# Chronologie de la vie de Jean-Jacques Rousseau

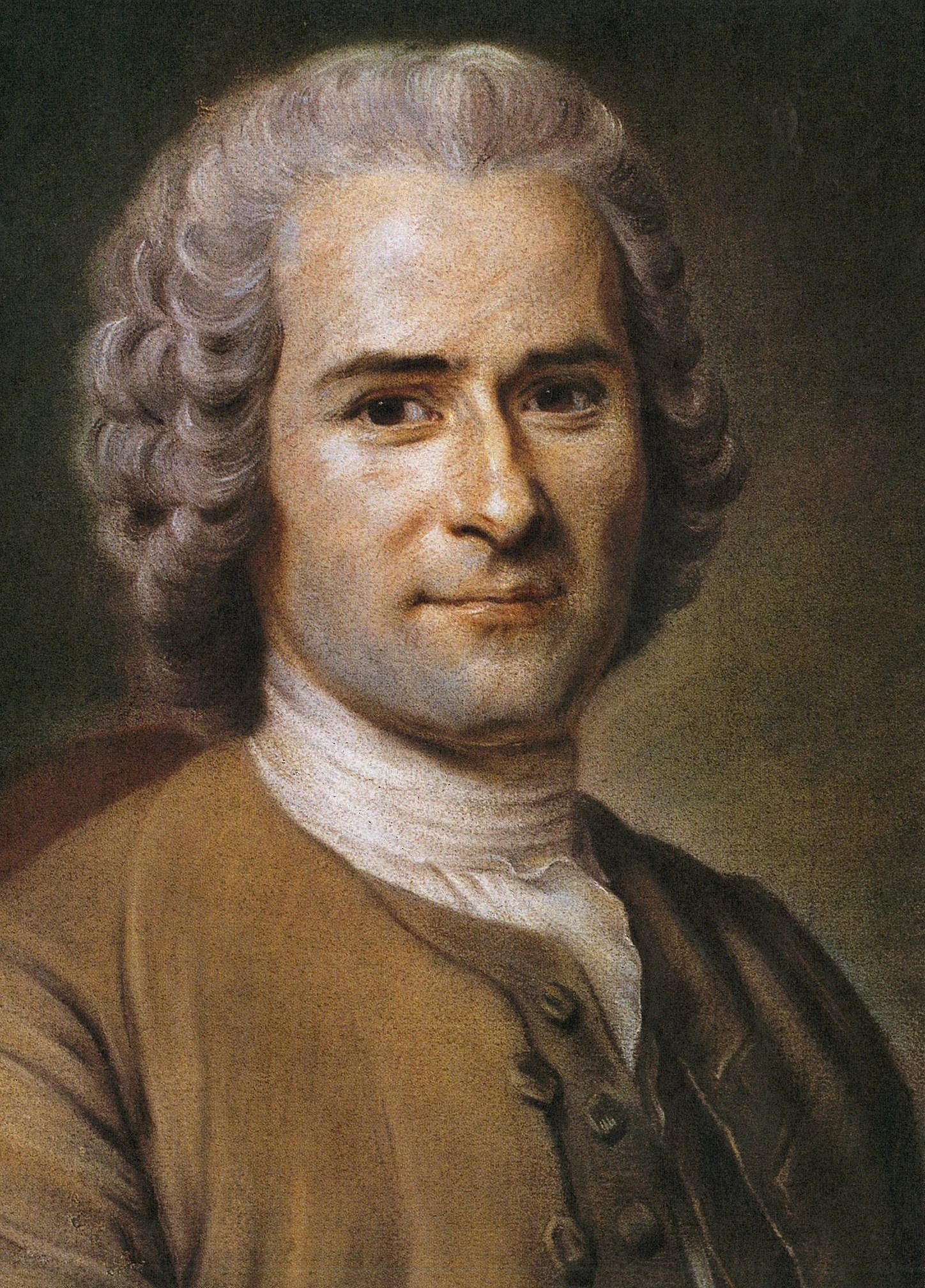

Jean-Jacques Rousseau, né le 28 juin 1712 à Genève et mort le 2 juillet 1778 à Ermenonville, est un écrivain, un philosophe et un musicien.

## Chronologie

### L'enfance et l'adolescence (1712-1741)

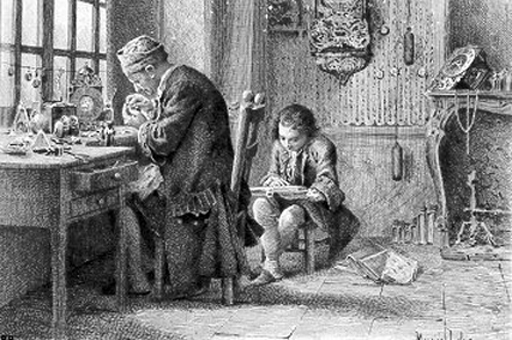
Jean-Jacques fait la lecture à son père Issac.

- Jean-Jacques fait la lecture à son père Issac.1712 : Naissance de Jean-Jacques Rousseau à Genève le 28 juin au No 40 de la Grand'rue. Sa mère Suzanne Bernard meurt 10 jours plus tard le 7 juillet[1],[2].
- 1717 : Isaac Rousseau horloger s'installe avec ses deux fils à la rue de Coutance, dans le quartier de Saint-Gervais.
- 1722 : À la suite d'une querelle avec l’ancien capitaine de l’électorat de Saxe, son père Isaac Rousseau quitte Genève et il s'installe à Nyon. Jean-Jacques est mis en pension chez le pasteur Lambercier à Bossey (Haute-Savoie).
- 1724 : Retour à Genève où il habite chez son oncle Gabriel Bernard. Il commence un apprentissage chez Masseron, greffier de la ville de Genève.
- 1725 : Puis il effectue un apprentissage chez Ducommun, maître-graveur.

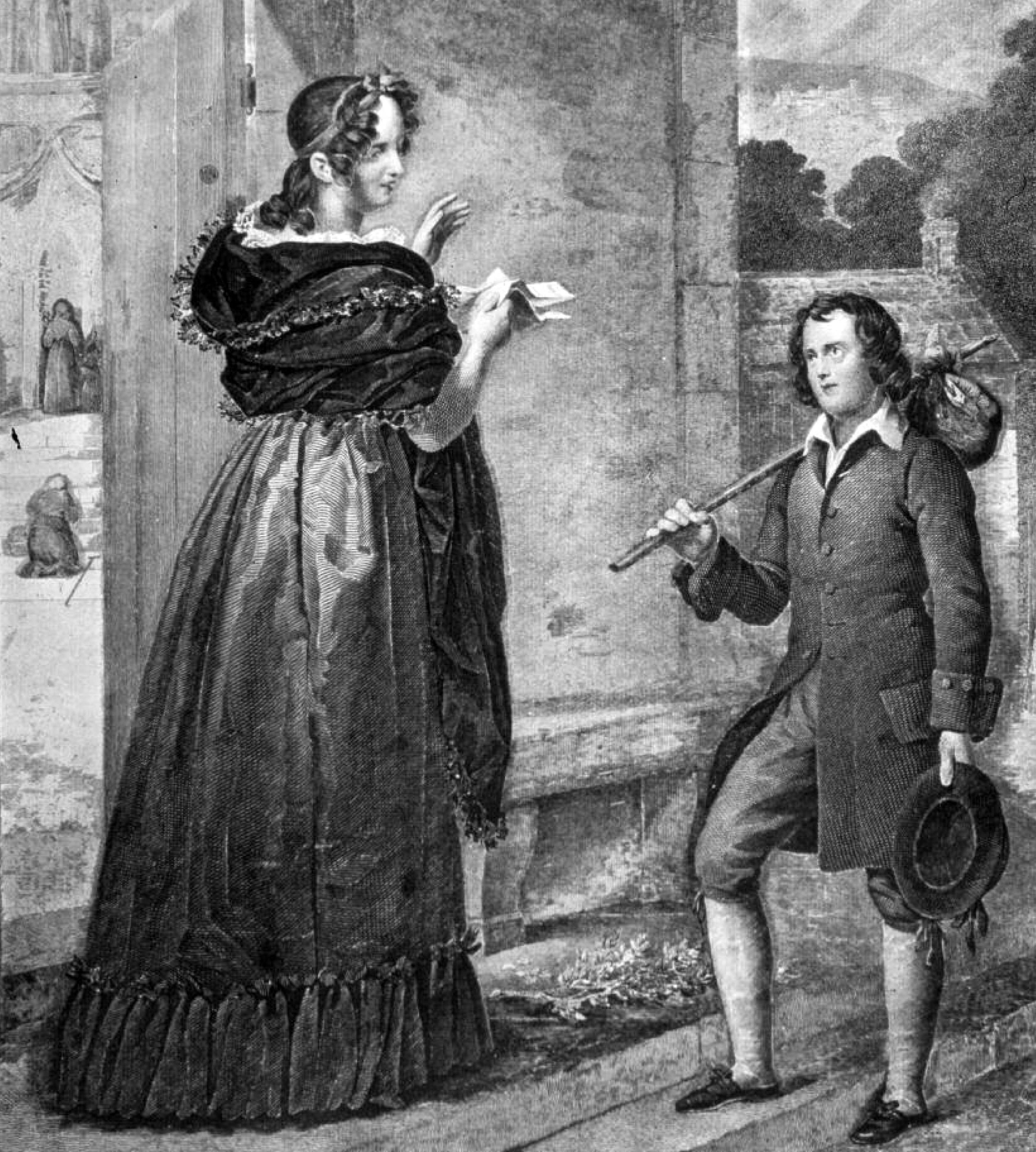
Première rencontre avec Madame de Warens à Annecy

- Première rencontre avec Madame de Warens à Annecy1728 : le 14 mars, trouvant les portes de Genève fermées, Jean-Jacques s'éloigne de sa ville natale. Benoît de Pontverre (curé de Confignon) le dirige à Annecy chez Madame de Warens s’il accepte de se convertir au catholicisme. Elle l'envoie à Turin pour être baptisé, il voyage à pied. Le 21 avril, il abjure le protestantisme, puis il est baptisé catholique le 23. Il sert chez Madame de Vercellis, puis chez le comte de Gouvon.
- 1729 : De retour à Annecy. Il fréquente le séminaire des Lazaristes, puis il devient pensionnaire à la maîtrise de la cathédrale d'Annecy.
- 1730 : L'épisode de « l'Idylle des cerises » (d: ; Vikidia) à Thônes, aux environs d’Annecy avec Mesdemoiselles de Graffenried et Galley (1 juillet). Il fait un long périple à pied : Nyon, Fribourg, Lausanne, Vevey et Neuchâtel, où il donne des leçons de musique.
- 1731 : A Boudry, il devient l'interprète d'un faux archimandrite qu'il suit à Neuchâtel, Fribourg, Berne et Soleure où l'escroc est démasqué. Jean-Jacques Rousseau et Madame de Warens s’installent à Chambéry aux Charmettes, une petite maison de campagne. Il travaille comme employé au cadastre de Savoie.
- 1732 : Il est maître de musique à Chambéry. Madame de Warens devient sa maîtresse[3].
- 1734 : Mort de Claude Anet l'amant de Madame de Warens, Rousseau le remplace comme intendant aux Charmettes..Les Charmettes à Chambéry

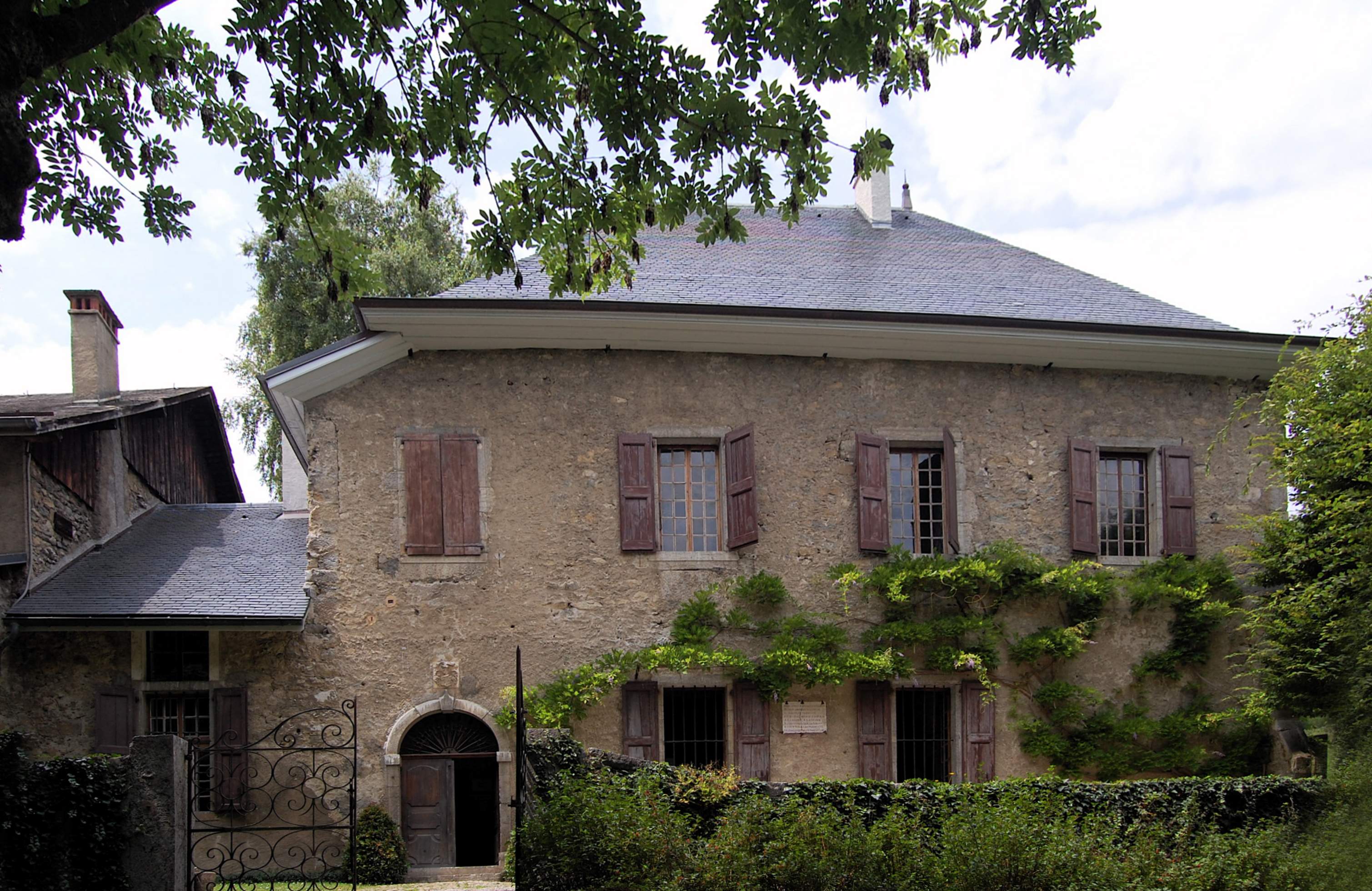
Les Charmettes à Chambéry

- 1735-36 : Les premiers séjours aux Charmettes à Chambéry chez Madame de Warens. Il goûte aux plaisirs champêtres et se passionne pour l’étude de la musique.
- 1737 : Il effectue un séjour incognito à Genève pour recueillir l'héritage de sa mère Suzanne. Voyage à Montpellier pour consulter le docteur Fizes sur son polype au cœur.
- 1738 : Retour à Chambéry. Samuel Wintzenried est le nouvel intendant et amant de Madame de Warens.
- 1739 : Jean-Jacques vit seul aux Charmettes. Il lit beaucoup et écrit. Publication d'un recueil de poèmes, Le Verger de Madame la baronne de Warens
- 1740 : Préceptorat à Lyon chez Jean Bonnot de Mably. Il écrit un Projet pour l'éducation de Monsieur de Sainte-Marie.
- 1741 : Nouveau retour à Chambéry, où il travaille à un nouveau système de notation musicale.

### L'ambition (1742-1755)
- 1742 : Rousseau tombe malade aux Charmettes. Il écrit l’Épître à Parisot. Il présente à l'Académie des Sciences de Paris son Projet concernant de nouveaux signes pour la musique. L'Académie lui décerne un certificat.
- 1743 : Il se rend à Paris. Il publie sa Dissertation sur la musique moderne. Il fait la connaissance de Denis Diderot. Publication de la Dissertation sur la Musique moderne. Rousseau commence son opéra Les Muses galantes. En septembre, il devient secrétaire auprès du comte Pierre-François de Montaigu, l’ambassadeur de France à Venise.

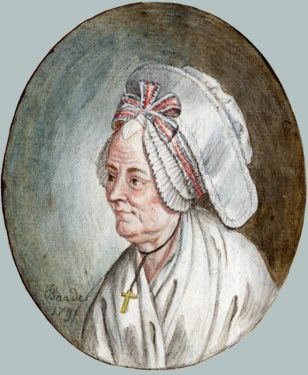
Marie-Thérèse Levasseur

- Marie-Thérèse Levasseur1744 : En août, il quitte Venise pour retourner à Paris. Il rencontre Thérèse Levasseur la lingère de son hôtel et il fréquente Denis Diderot.

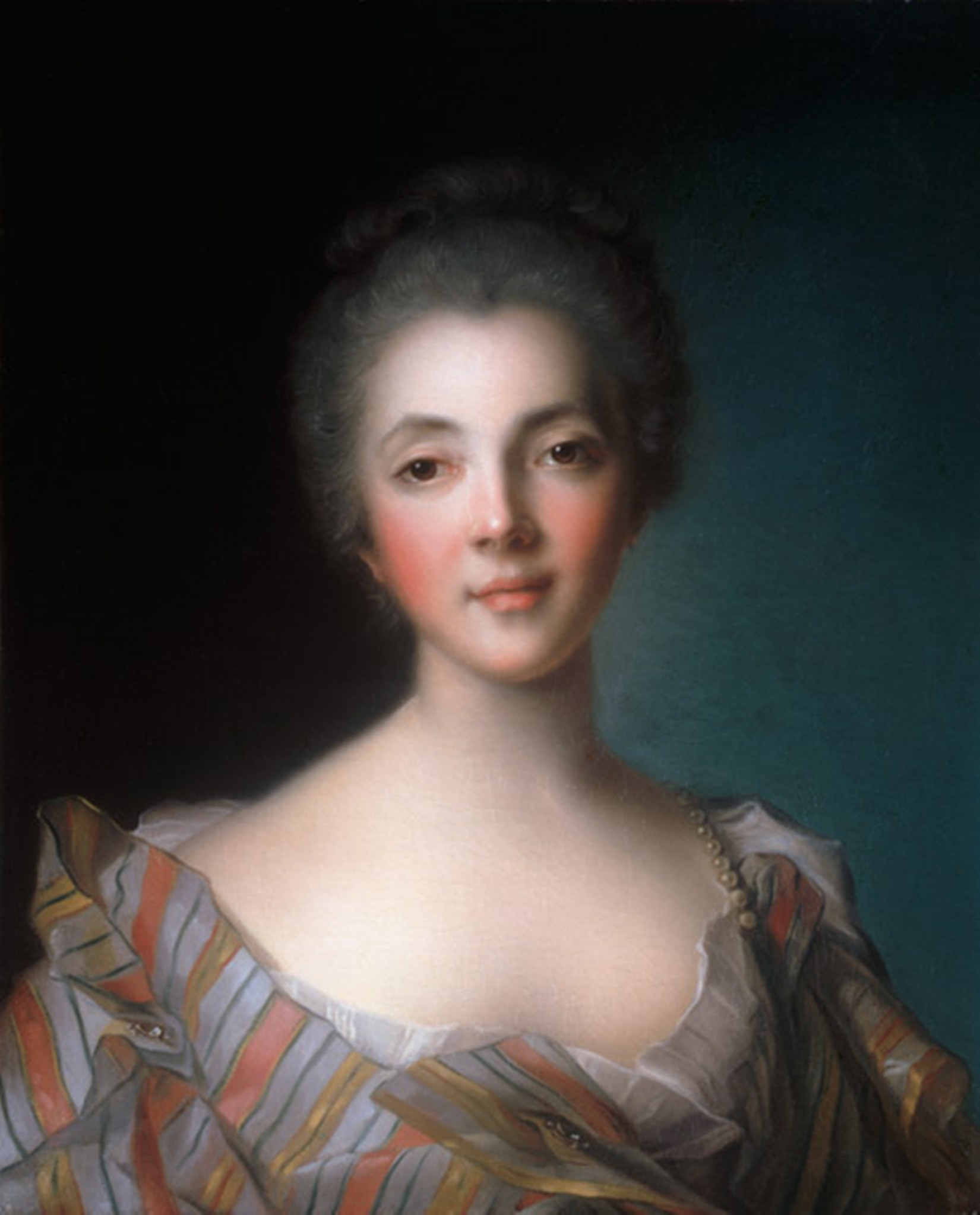
Madame Dupin

- Madame Dupin1745 : Début de sa relation avec Thérèse. Il est secrétaire de Madame Dupin, il se lie d’amitié avec Dupin-Francueil, l’amant de Madame d’Epinay. Rousseau est également en relations avec Denis Diderot et Etienne Bonnot de Condillac. Correspondance avec Voltaire.
- 1746 : Rousseau compose son poème l'Allée de Sylvie. Naissance du premier des cinq enfants de Rousseau déposés à l'Hospice des Enfants-Trouvés. Devenu le secrétaire de Louise-Marie-Madeleine et Claude Dupin, il séjourne avec eux au château de Chenonceau.
- 1747 : Son père, Isaac Rousseau meurt à Vevey le 9 mai.

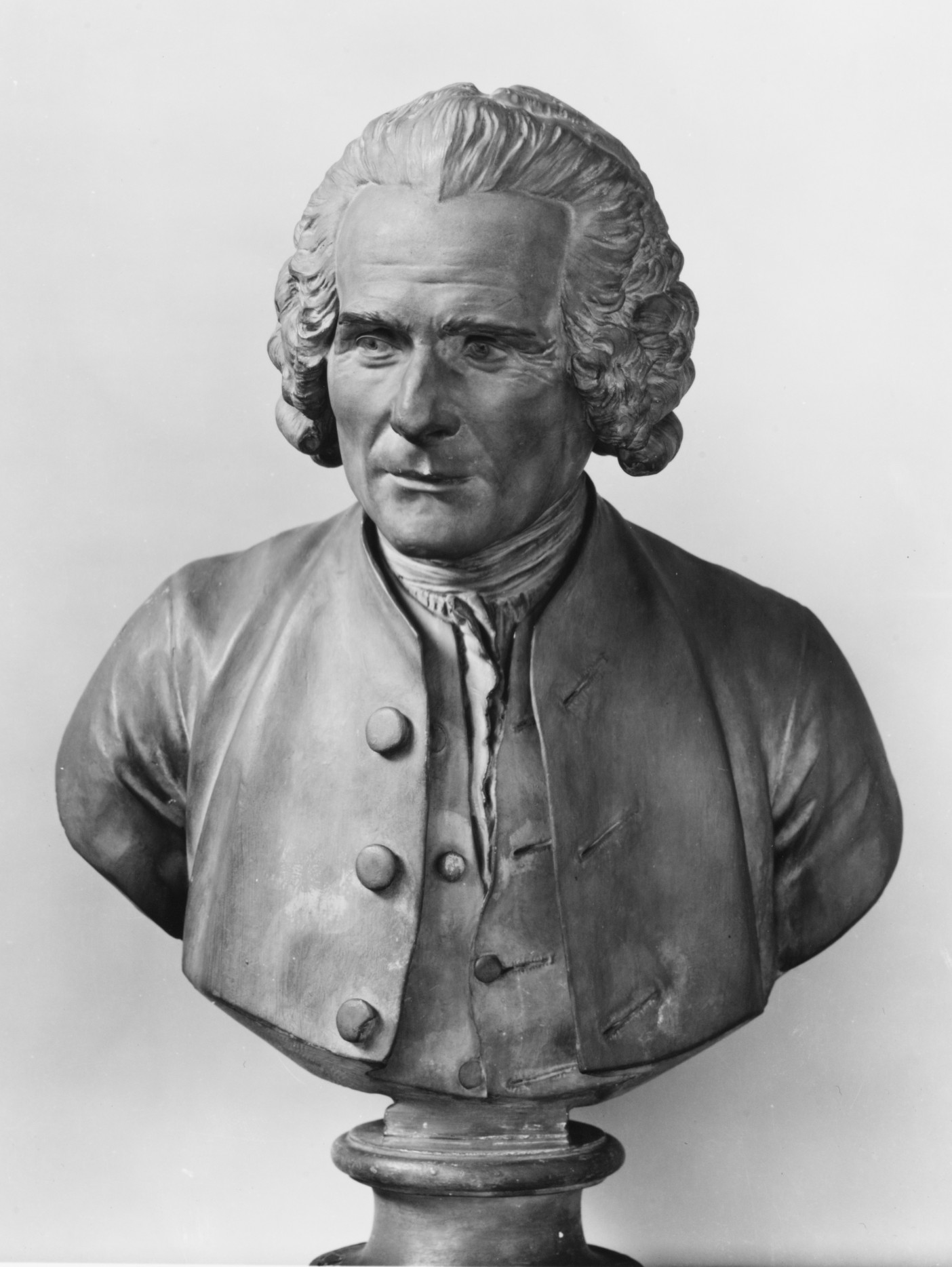
Buste de Jean-Jacques Rousseau par Jean-Antoine Houdon (1778)

- 1749 : Il rédige les articles sur la musique pour l'Encyclopédie de Diderot et d'Alembert. Arrestation de Diderot au château de Vincennes. C'est sur le chemin pour lui rendre visite que Rousseau a l'illumination qui donnera lieu au Discours sur les sciences et les arts. Rousseau rencontre Friedrich Melchior Grimm.
- 1750 : L'Académie de Dijon couronne le Discours sur les sciences et les arts. Il suscite une vive polémique.
- 1752 :Son opéra Le Devin du Village est représenté à Fontainebleau devant le roi Louis XV avec un très grand succès. La Comédie française joue Narcisse ou l'Amant de lui-même, qui sera publié l'année suivante avec une préface dans laquelle Rousseau désavoue sa pièce.
- 1753 : Le Mercure de France publie la question de l'Académie de Dijon sur l'origine de l'inégalité parmi les hommes. Rousseau publie sa Lettre sur la Musique française. Maurice-Quentin de La Tour expose au Salon de peinture et de sculpture le portrait Jean-Jacques Rousseau, citoyen de Genève.
- 1754: Avec sa compagne Thérèse Levasseur et Jean-Vincent Gauffecourt, Jean-Jacques Rousseau se rend à Genève. C’est sa dernière rencontre avec Madame de Warens. Il réintègre l'Église protestante de Genève et il retrouve ses droits de citoyen genevois.
- 1755: Publication du Discours sur l'origine et les fondements de l'Inégalité parmi les hommes. C'est une nouvelle polémique, notamment avec Voltaire.

### Le philosophe (1756-1761)

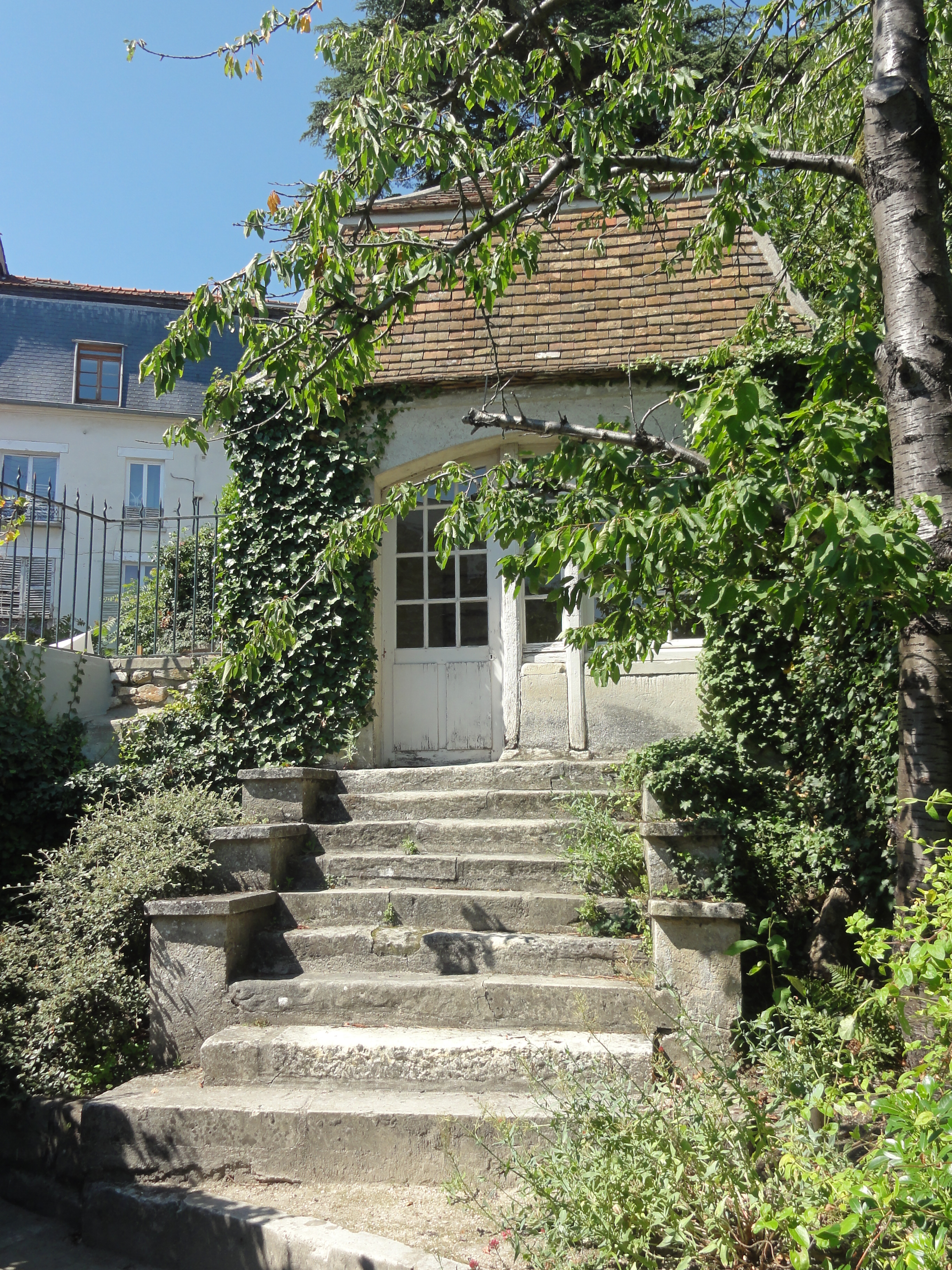
Le donjon est son cabinet de travail à Montmorency

- Le donjon est son cabinet de travail à Montmorency1756 : Rousseau quitte Paris pour Montmorency, il s’installe le 9 avril à l’Ermitage avec Thérèse Levasseur et la mère de celle-ci. La maison lui est offerte par Madame d’Epinay. Rousseau fait parvenir à Voltaire sa Lettre sur la Providence qui crée une nouvelle polémique. Il débute la rédaction de Julie ou La Nouvelle Héloïse.
- 1757 : Jean-Jacques à une passion pour Sophie d'Houdetot. Il se dispute avec Denis Diderot, Friedrich Melchior Grimm et Louise d'Epinay, qui le prie de quitter l'Ermitage. Rousseau et Thérèse s'installent à Montmorency, au petit Mont-Louis. Il reçoit le tome VII de l'Encyclopédie et il décide de répondre à l'article Genève, signé par Jean le Rond d'Alembert.
- 1758 : Dans la Lettre à d'Alembert sur les spectacles il s’oppose au clan des philosophes. Il termine son roman Julie ou La Nouvelle Héloïse.
- 1759 : Rousseau s'installe au Petit-Château de Montmorency, sur l'invitation du Maréchal de Luxembourg. Il débute sa rédaction de l'Emile ou De l'éducation.
- 1760 : Rousseau travaille simultanément à l'Emile ou De l'éducation et Du contrat social ou Principes du droit politique.
- 1761 : La Nouvelle Héloïse est mise en vente à Paris, c'est un succès d’édition sans précédent.

### Les exils (1762-1778)

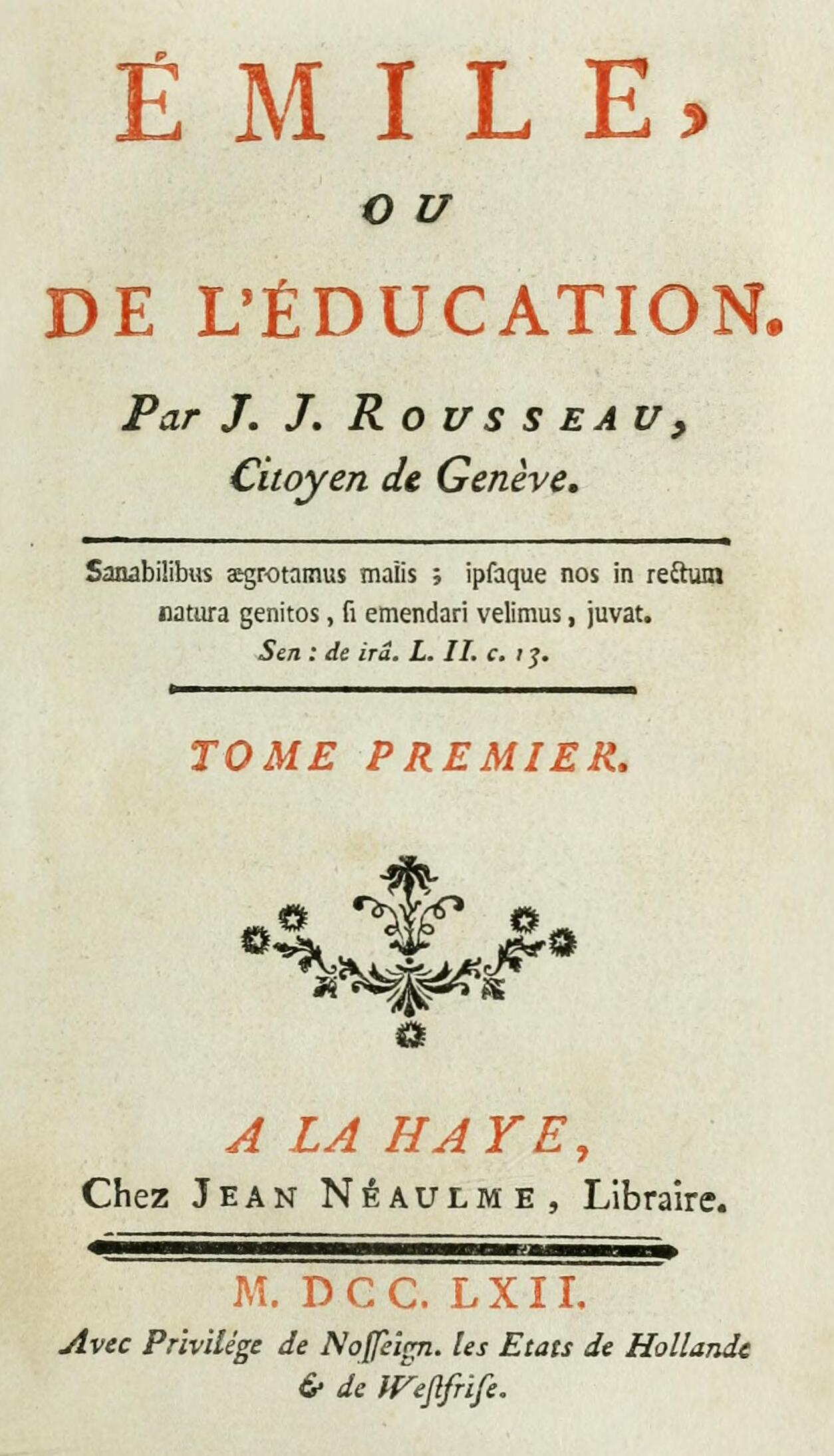
Le traité sur l'éducation Émile ou De l'éducation est brûlé à Paris et à Genève en 1762.

- Le traité sur l'éducation Émile ou De l'éducation est brûlé à Paris et à Genève en 1762.1762 : Publication du Contrat Social et de l'Emile ou de l’éducation. L'Emile est condamné par le Parlement de Paris à être lacéré et brûlé. Rousseau est décrété de prise de corps le 9 juin, il s'enfuit vers la Suisse et arrive à Yverdon le 14. L'Emile et le Contrat Social sont brûlés à Genève. Rousseau s'installe à Môtiers le 10 juillet, Thérèse le rejoint le 20. Publication du Mandement de l'archevêque de Paris par l'archevêque de Paris Christophe de Beaumont dans lequel il condamne l'Emile en raison des positions religieuses énoncées dans La Profession de foi du Vicaire savoyard.
- 1763 : En mars, publication par Rousseau de sa réponse la Lettre à Christophe de Beaumont. Rousseau reçoit la nationalité neuchâteloise et il abdique à perpétuité son droit de bourgeoisie à Genève. Le procureur général de Genève Jean-Robert Tronchin publie les Lettres écrites de la Campagne.
- 1764 : Composition du début de la première version de Les Confessions. Rousseau décide de répondre au procureur Tronchin, il publie les Lettres écrites de la Montagne. Le député corse Matteo Buttafoco demande à Rousseau un Projet de constitution pour la Corse. Voltaire publie un pamphlet anonyme contre Rousseau : Le Sentiment des citoyens.
- 1765 : Les Lettres écrites de la Montagne sont également brûlées en Hollande et à Paris. Dans la nuit du 6 au 7 septembre, les habitants de Môtiers lancent des pierres contre ses fenêtres. Rousseau et sa compagne Thérèse se réfugient à l'île de Saint-Pierre sur le lac de Bienne. Mais il est à nouveau expulsé.
- 1766 : Départ pour l'Angleterre à l'invitation du philosophe David Hume, il y restera 14 mois. Jean-Jacques et Thérèse s'installent à Chiswick (près de Londres) chez l'épicier Pullein, puis dans le petit village de Wootton Hall dans la propriété de Richard Davenport. Rousseau débute la première partie de Les Confessions.
- 1767 : Rupture avec Hume et Rousseau est de retour en France à Trie-Château chez le prince de Louis-François Conti, sous le pseudonyme de Renou. Publication du Dictionnaire de Musique.Jean-Jacques Rousseau herborisant à Ermenonville.

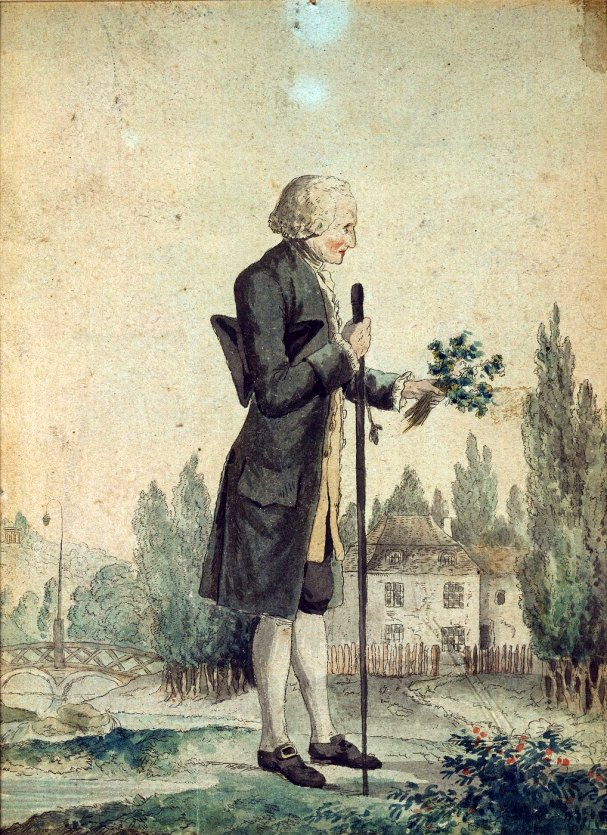
Jean-Jacques Rousseau herborisant à Ermenonville.

- 1768 : Voyages à Lyon, Grenoble, Chambéry. Puis à Bourgoin où Thérèse le rejoint. Le 30 août il se marie à l’auberge de la Fontaine d’Or devant le maire Luc-Antoine de Champagneux
- 1769 : Madame de Césarges, châtelaine de Maubec lui offre l’hospitalité dans une ferme à Montquin. Il y vivra de janvier 1769 à mai 1770. Rédaction de la seconde partie des Confessions.
- 1770 : De retour de Rousseau à Paris, il s'installe à la rue Plâtrière. Il fait des lectures publiques des Confessions.
- 1771 : Interdiction de toute lecture publique des Confessions. Rousseau travaille aux Considérations sur le Gouvernement de Pologne. Il débute la rédaction de Rousseau juge de Jean-Jacques.
- 1771-73 : Lettres (élémentaires) sur la Botanique à Madame Delessert.
- 1774-76 : Composition d'un opéra inachevé Daphnis et Chloé.
- 1776 : Rousseau essaie en vain de déposer sur l'autel de Notre-Dame le manuscrit des Dialogues. Il rédige la Première et la Seconde promenade des Rêveries du Promeneur solitaire.
- 1777 : Il écrit cinq nouvelles promenades.Le tombeau de Jean-Jacques Rousseau au Panthéon.

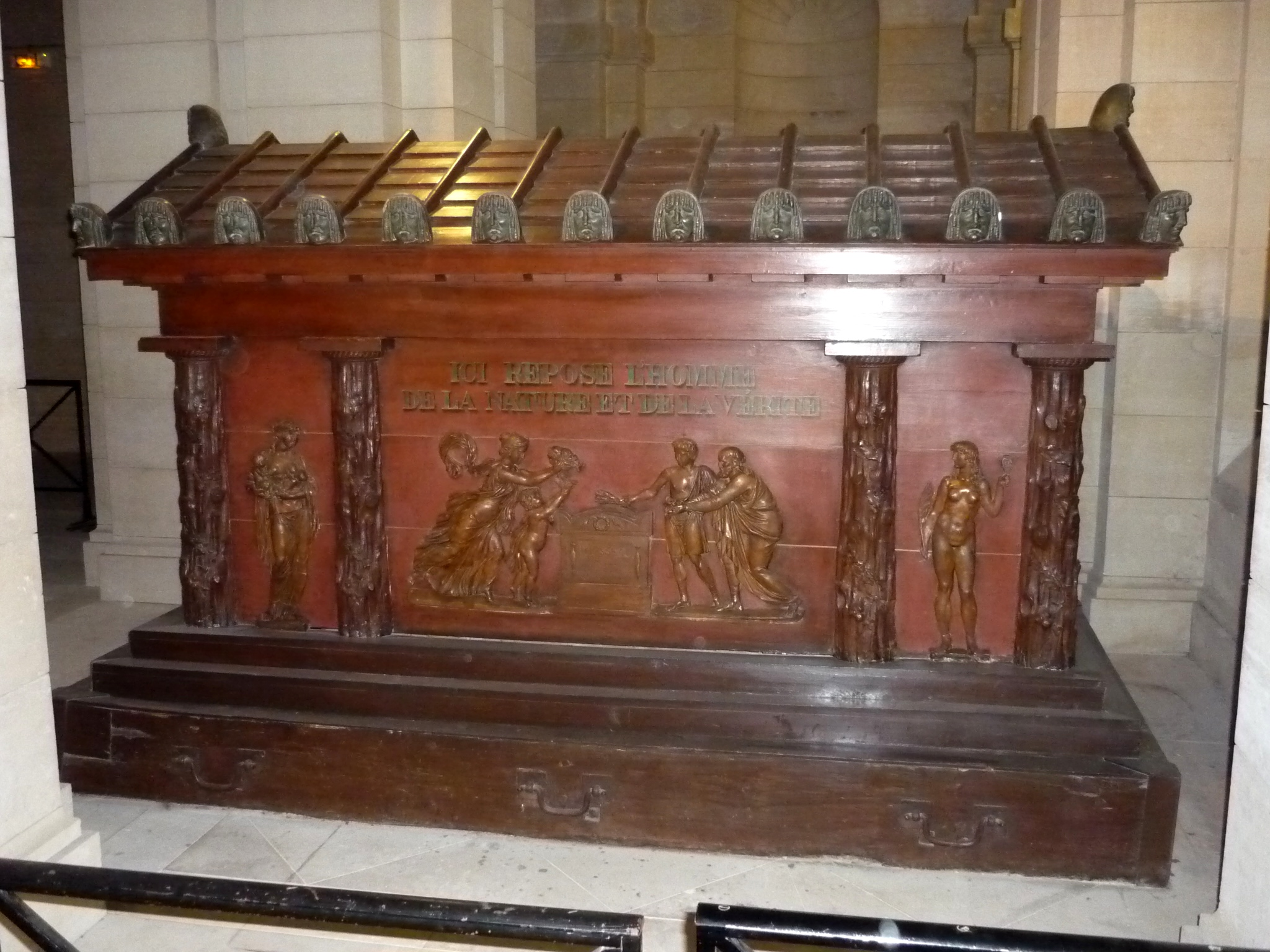
Le tombeau de Jean-Jacques Rousseau au Panthéon.

- 1778 : Il travaille sur les 8e, 9e et 10e des Rêveries du promeneur solitaire. Rousseau remet à Paul Moultou le manuscrit des Confessions et de Rousseau juge de Jean-Jacques. Il préfère s’éloigner de Paris et il accepte l’hospitalité du marquis René-Louis de Girardin à séjourner au parc d’Ermenonville. Le philosophe arrive le 20 mai, mais il décède le 2 juillet. Il est inhumé au cœur du parc sur l’Ile des Peupliers.

1782 : Publication posthume des Confessions et des Rêveries du promeneur solitaire.
- 1794 : La Convention nationale fait transférer le corps de Rousseau à Paris, un grand cortège suit sa dépouille. Après une présentation au peuple dans le jardin des Tuileries, le corps du philosophe entre au Panthéon le 11 octobre. Jean-Jacques Rousseau repose face à Voltaire.
- 1801 : Mort de sa femme Thérèse dans l'oubli. Elle est enterrée au cimetière du Plessis-Belleville.

### Sources
- Musée Jean-Jacques Rousseau à Montmorency [1]
- Jean-Jacques Rousseau [2] (TECFA, Université de Genève).